# 張琮 (清朝)
張琮，广西临桂人，清朝政治人物。举人出身。
光绪八年（1882年），擔任清朝廣州府南海縣知縣。后由盧樂戍接任。光绪十一年（1885年），再任南海縣知縣。后由郭樹榕接任。